# Magnus Knutsson
Johan Magnus Knutsson (nascido em 12 de março de 1963) é um ex-ciclista sueco que competia em provas de estrada.
Competiu nos Jogos Olímpicos de Verão de 1948 em Los Angeles, onde fez parte da equipe sueca que terminou em quinto lugar nos 100 km contrarrelógio por equipes.